# Дробимість
Дробимість — узагальнюючий параметр механічних властивостей корисної копалини.
Існує значна кількість методів визначення дробимості, які розроблені згідно з вимогами окремих галузей промисловості. Для дроблення мінеральної сировини з метою її подальшого збагачення застосовуються такі методики: стандартна, Механобрчормету, Уралмеханобру, Механобру та фірми «Алліс-Чалмерс».
- За стандартною методикою дробимість визначається на гідравлічному пресі руйнуванням проб матеріалу крупністю –10+6, –20+10, –40+20 мм. Пробу засипають у циліндр діаметром 75(100) мм і вводять у нього плунжер. Циліндр установлюють на нижню плитку преса. Підвищуючи зусилля на плунжер зі швидкістю 1—2 кН/с, доводять його до 50 кН. При цьому плунжер опускається на відстань r. Пробу висипають з циліндра і просівають на контрольному ситі (1,25; 2,5 або 5 мм у залежності від крупності вихідного матеріалу). Залишок на контрольному ситі після сухого або мокрого просівання зважують.

Дробильність D* матеріалу визначається за формулою:
D* = 100 (m — m1)/m
де m і m1 — маси, відповідно, вихідної навіски і залишку на контрольному ситі, кг.
Формула відображує відносну зміну крупності матеріалу з наростанням вмісту якогось вузького класу.
- Методика Механобрчормету. Визначення дробильності засновано на оберненій пропорційності ходу плунжера та руйнуючого навантаження (міцності порід). Енергія дроблення у цьому випадку виражається питомою роботою руйнування, що базується на стандартному методі визначення коефіцієнта міцності.

- Методика Уралмеханобру призначена для визначення дробильності проб невеликого об'єму в лабораторній дробарці. Як еталонну використовують пробу, відібрану на діючому підприємстві. Еталонну та досліджувану проби масою 0,2—5 кг подрібнюють до крупності 3—20 мм в лабораторній щоковій дробарці при ширині розвантажувальної щілини 3 мм. Визначають потужність робочого та холостого ходу дробарки за допомогою ватметра (самописця), а також характеристики крупності вихідних та дроблених продуктів. Розраховують продуктивність Q (кг/год) і питому витрату енергії E (кВт·год/т).

- Методика Механобру полягає у тому, що пробу для досліджень одержують дробленням матеріалу у щоковій дробарці ЩДП-2,3х3,2 та після видалення з нього дрібного класу крупністю менше ширини розвантажувальної щілини конусної дробарки КСД-600 направляють на дроблення у КСД-600. У конусній дробарці КСД-600 підготовлену пробу масою 150—300 кг крупністю 7(5) — 50(40) мм дроблять і визначають потужність дробарки при роботі під навантаженням. Як показник дробильності прийнятий індекс роботи Wi (кВт·год/т), який являє собою опір матеріалу при дробленні або подрібненні. Індекс роботи дорівнює витраті енергії (кВт·год/т), що необхідна для скорочення матеріалу від теоретично безкінечного розміру до 80 % класу — 0,1 мм.

- Лабораторна методика фірми «Алліс-Чалмерс» (США) також за показник дробильності використовує індекс роботи Wi (кВт·год/т). Для досліджень застосовують подвійний маятниковий копер з вагами (молоти) масою 13,6 кг.